# Cheddite

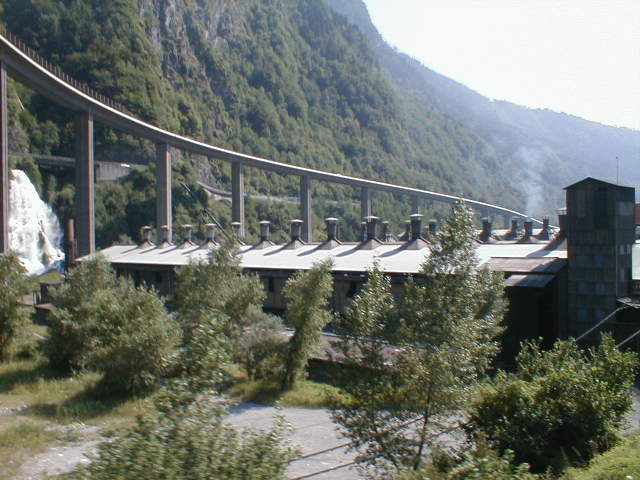
Die Péchiney-Fabrik in Chedde, Département Haute-Savoie, Frankreich.

Cheddite (französisch cheddite) ist die Bezeichnung für eine Gruppe von nichthomogenen Chloratsprengstoffen, die ab Ende des 19. Jahrhunderts in Frankreich, später auch in Großbritannien und Deutschland entwickelt und produziert wurden. Der Name leitet sich vom Ortsteil Chedde in der Gemeinde Passy (Département Haute-Savoie) ab, wo Cheddit erstmals hergestellt wurde. Der Chemiker E. A. G. Street entwickelte das erste Cheddit im Jahr 1897. Als Bergbausprengstoff erlangten Cheddite eine große industrielle Bedeutung, werden heute dafür aber nicht mehr verwendet. Seit Mitte des 20. Jahrhunderts wird der Plastiksprengstoff Gelatine-Cheddit zu militärischen Zwecken eingesetzt.

## Zusammensetzung und Typen
Cheddite ähneln in der Zusammensetzung den Sprengelschen Chloratsprengstoffen. Durch Einbringen der Chlorate in verschiedene Bindemittel wie Öle, Harze oder Gelatine wird eine relativ hohe Unempfindlichkeit gegen Stoß und Schlag erreicht. Nachteilig wirkt sich die Hygroskopie des oft verwendeten billigen Natriumchlorats aus, was durch den Einsatz des teureren Kaliumchlorats umgangen werden kann.
Man unterscheidet verschiedene Arten von Chedditen, gemeinsam sind jeweils ein Chlorat und ein öliges oder harzartiges Bindemittel, welches das Chlorat umhüllt und damit die Schlagempfindlichkeit herabsetzt. Die meisten Typen enthalten zusätzlich eine oder mehrere Nitroverbindungen, die vom Chlorat bei der Explosion oxidiert werden sowie teils selbst Explosiveigenschaften aufweisen.
| Komponente                                                                                         | Typ 41    | Typ 60         | Typ 03    | Street BP 9970  | Street DP 100522                                                      | Street DP 117051                                                | Street DP 118102        | Bonnet DP 124237 | Turpins Pyrodialyt                           | Gelatin-Cheddit                                              |
| -------------------------------------------------------------------------------------------------- | --------- | -------------- | --------- | --------------- | --------------------------------------------------------------------- | --------------------------------------------------------------- | ----------------------- | ---------------- | -------------------------------------------- | ------------------------------------------------------------ |
| Kaliumchlorat                                                                                      | 80 %      | 80 %           | -         | 80 %            | 80 %                                                                  | 80 %                                                            | 80 %                    | 80 %             | 84 %                                         | -                                                            |
| Natriumchlorat                                                                                     | -         | -              | 79 %      | -               | -                                                                     | -                                                               | -                       | -                | -                                            | 79 %                                                         |
| Rizinusöl                                                                                          | 8 %       | 6 %            | 5 %       | 5 %             | -                                                                     | -                                                               | -                       | -                | -                                            | 5 %                                                          |
| Mineralöl geschwefelt (S)                                                                          | -         | -              | -         | -               | 10 %                                                                  | 10 %                                                            | 10 % (S)                | -                | -                                            | -                                                            |
| Harz, Teer (H/T), Stearinsäure (S)                                                                 | -         | -              | -         | -               | -                                                                     | -                                                               | -                       | 12 % (S)         | 14 % (H/T)                                   | -                                                            |
| Nitronaphthalin (NN) Dinitrotoluol (DNT) Dinitrobenzol (DNB) Trinitrotoluol (TNT) Pikrinsäure (PS) | 12 % NN   | 12 % NN 2 % PS | 16 % DNT  | 13 % NN 2 % DNT | 10 % NN                                                               | 10 % NN                                                         | 10 % NN                 | 3 % DNB          | -                                            | 2 % DNT 14 % TNT                                             |
| Detonations- geschwindigkeit                                                                       | < 3175m/s | 3175 m/s       | > 3175m/s | -               | -                                                                     | -                                                               | -                       | -                | -                                            | -                                                            |
| Bemerkungen                                                                                        |           |                |           |                 | statt NN auch Azobenzol; teils geringe Mengen Kohlepulver oder Stärke | geringe Mengen Nitroglycerin, Nitrozellulose oder Anilinprikrat | statt NN auch Azobenzol |                  | 2 % Ethanol zur Verbesserung der Homogenität | Zubereitung mit Nitrocellulose zu einer plastikartigen Masse |
| Quellen,                                                                                           |           |                |           |                 |                                                                       |                                                                 |                         |                  |                                              |                                                              |

## Herstellung
Je nach Typ wird zunächst die Nitroverbindung im Öl oder Harz bei 40–80 °C gelöst und danach das erwärmte Chlorat unter Rühren zugegeben. Teilweise werden weitere Komponenten in geringen Mengen, wie Kohlepulver, Schwefel oder Ethanol zugefügt, um die Homogenität oder die Sprengstoffeigenschaften zu verbessern. Die entstandene Masse wird mechanisch gemischt oder geknetet und zerkleinert.

## Eigenschaften und Verwendung
Aufgrund des hohen Chloratgehalts sind Cheddite reibungs-, schlag- und feuerempfindlich, jedoch in weit geringerem Maß als Gemische aus Chloraten mit Schwefel oder Holzkohle. Bei einem Fallhammerversuch mit einem fünf Kilogramm schweren Hammer detonierte der dem Dynamit ähnelnde Typ 60 mit 50%iger Wahrscheinlichkeit schon bei 0,253 m Fallhöhe. Typ 41 hingegen detonierte erst (mit 50 % Wahrscheinlichkeit) bei einer Fallhöhe von 0,352 m. Der Sprengstoff war mehrere Jahre lagerfähig.
Cheddite wurden in großem Maßstab als Sprengstoffe beim Berg-, Straßen- und Tunnelbau benutzt. Der Typ 60 wurde zu Sprengungen in sehr hartem Gestein verwendet; Typ 41 diente hauptsächlich zum Spalten von Steinen, ohne diese vollkommen zu zertrümmern. Gelatin-Cheddit wurde als militärischer Plastiksprengstoff in der Schweiz hergestellt.
Gezündet wurden Cheddite per Initialzünder, etwa mit 0,5 bis 1,5 Gramm Knallquecksilber (Quecksilber(II)-fulminat).